# Siboglinoides
Siboglinoides is een geslacht van borstelwormen uit de familie van de Siboglinidae.

## Soorten
- Siboglinoides caribbeanus Southward, 1971
- Siboglinoides dibrachia Ivanov, 1961